# 지냄
지냄(Jienem Co. Ltd.)주식회사는 대한민국의 레지던스 호스피탈리티 기업이다. 대표이사는 이준호이며 부산 해운대구 달맞이길 30, 3동 3041호에 위치해 있다. IPO 준비를 위해 대표 주관사로 교보증권을 선정했다.

## 역사
2014년에 설립되었으며 온, 오프라인 게스트하우스 예약 중개, 가맹, 위탁 운영 사업을 전개하다 2021년에 레지던스 전문 호스피탈리티 사업으로 방향을 전환하였다.

## 참고문헌
1. ↑  김태현, '레지던스 스타트업' 지냄, 주관사 교보증권 선정…IPO 첫발, 머니투데이, 2023.3.31
2. ↑  이영택, 3년 만에 직상장 주관...교보증권, IPO시장 재참전, 녹색경제신문, 2023.04.27
3. ↑  '레지던스 스타트업' 지냄, 주관사 교보증권 선정…IPO 첫발, 머니투데이, 2023년 3월 31일